# Astrapoteris
|  | Per a altres significats, vegeu «Astrapoteri». |

Els astrapoteris (Astrapotheria, ‘bèsties del llamp’ en llatí) foren un ordre, actualment extint, de mamífers ungulats sud-americans. La història d'aquest ordre és enigmàtica, però és possible que pertanyés al superordre dels meridiungulats (juntament amb Notoungulata, Litopterna, Pyrotheria i possiblement Dinocerata). Un exemple d'aquest ordre és Astrapotherium magnum.